# Antirhea myrtoides
Antirhea myrtoides là một loài thực vật có hoa trong họ Thiến thảo. Loài này được (F.Muell.) F.M.Bailey mô tả khoa học đầu tiên năm 1900.